# Stockholm, New York
Stockholm är en kommun (town) i Saint Lawrence County i delstaten New York i USA, belägen nordost om orten Potsdam, nära gränsen mot Kanada. Kommunen har 3 665 invånare (2010), utspridda över ett större antal småorter, och saknar större tätorter. Största orten är Winthrop med 510 invånare, som har status av census-designated place.

## Geografi
Kommunen har enligt United States Census Bureau en area på 244,2 km². Genom östra delen av kommunen flyter St. Regis River norrut i riktning mot St. Lawrence River.

## Historia
Kommunen grundades år 1806.  Namnet togs från Stockholm i Sverige, då bosättningen först stakades ut av svenska lantmätare. Befolkningen minskade i samband med 1812 års krig mellan USA och Storbritannien, då många nybyggare flydde från gränstrakterna.
Delar av kommunens mark överflyttades till Norfolks kommun 1823 och 1834.

## Kommunikationer
Genom kommunen passerar den nationella vägen U.S. Route 11.

## Småorter och platser i kommunen
- Armstrong Corners
- Beechertown
- Brookdale (tidigare "Scotland")
- Buckton (även känd som "Bucks Corners")
- Converse
- East Part
- Kellogg
- Knapps Station
- North Stockholm
- Sandfordville
- Skinnerville
- Southville (tidigare "South Stockholm")
- Stockholm Center
- West Stockholm (tidigare "Bickneyville"). West Stockholm Historic District är upptaget i National Register of Historic Places.
- Winthrop (tidigare "Stockholm" eller "Stockholm Depot"), 510 invånare (2010).